# Robben Island

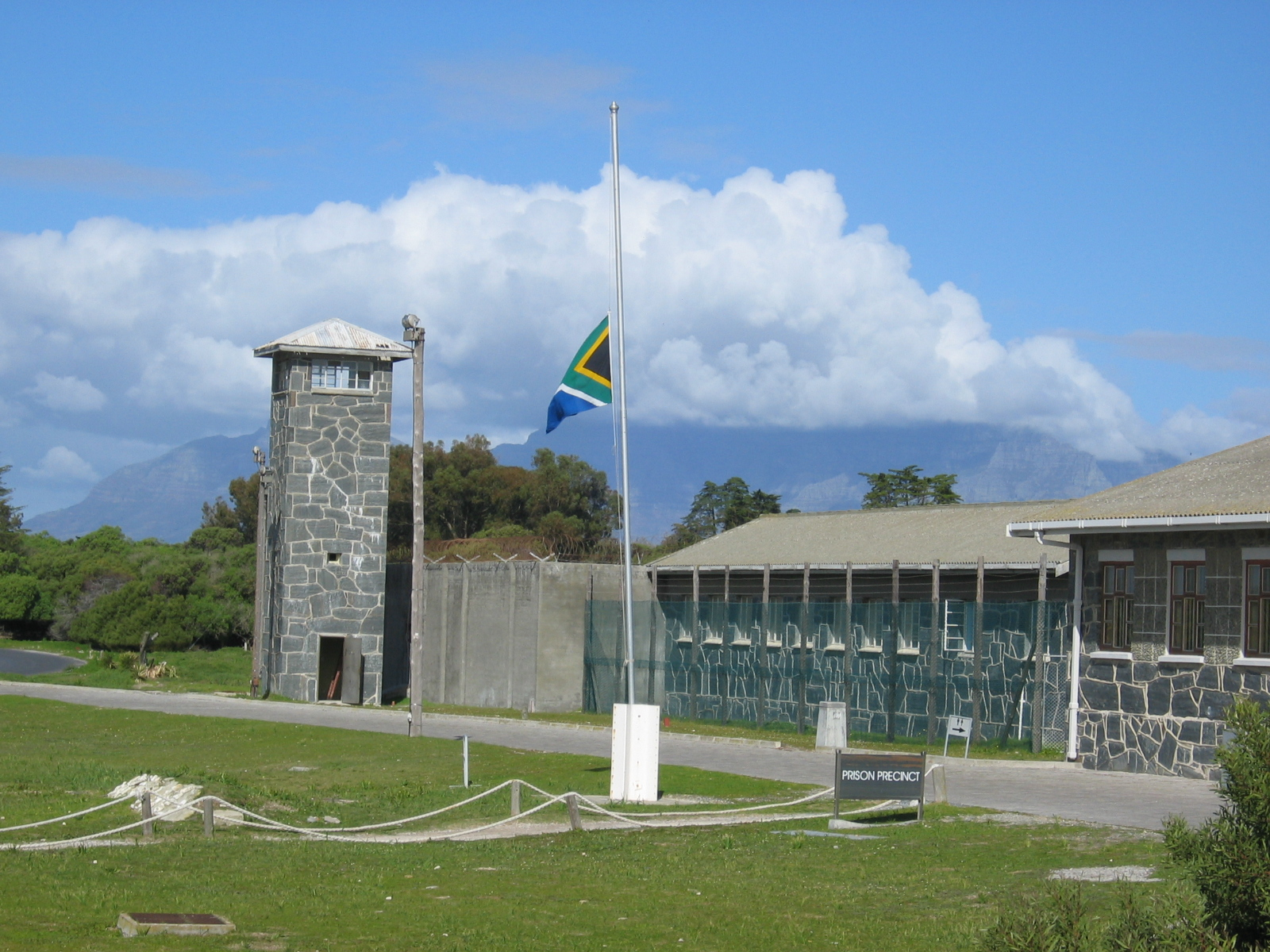
Fängelset på Robben Island.

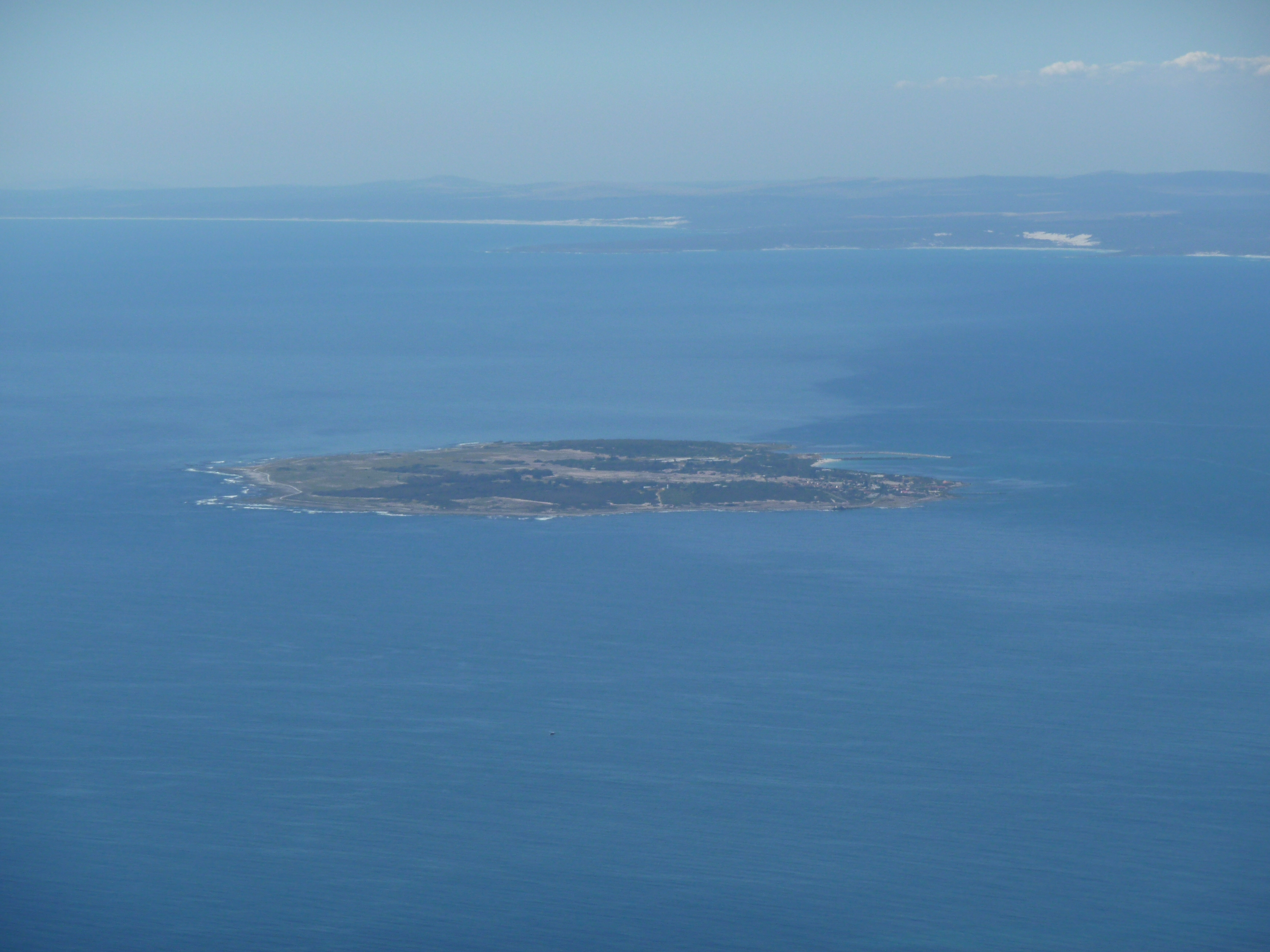
Robben Island sedd från Taffelberget.

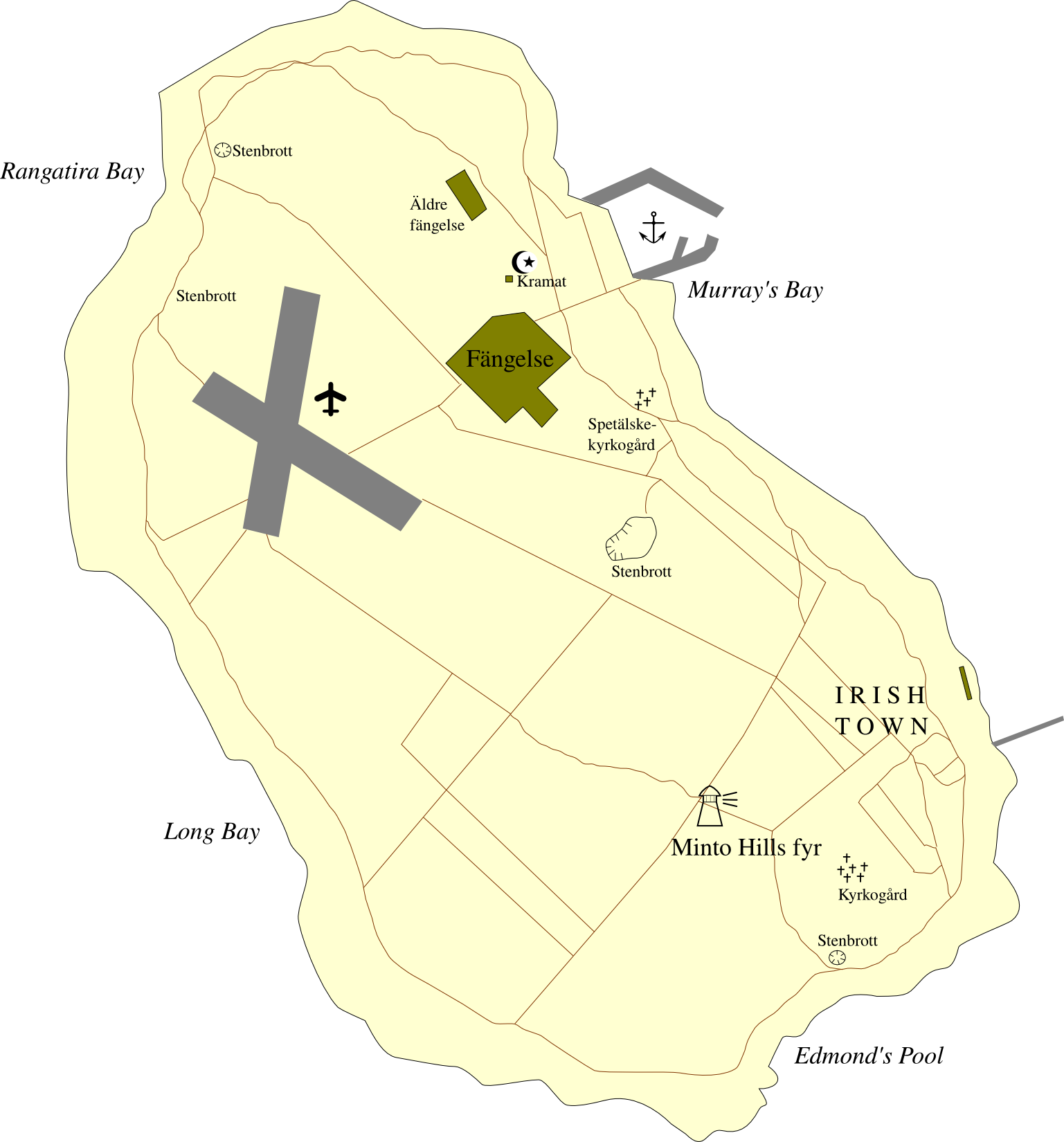
Karta över Robben Island.

Robben Island (afrikaans: Robbeneiland) är en ö i sydafrikanska Taffelbukten, omkring 7 kilometer från fastlandet och 12 kilometer från Kapstaden. Ön täcker en yta av 5,18 km² och hade 116 invånare vid folkräkningen 2011. Robben Island har i flera perioder fungerat som fängelseö, och är mest känd för att många svarta och färgade apartheidmotståndare, bland dem Nelson Mandela, satt som politiska fångar här. Namnet robben kommer från holländskan och betyder "säl".

## Historia
Ön kan ha varit befolkad för tusentals år sedan, innan den genom landhöjningen skiljdes från fastlandet med ett sund.
1496 gjorde Vasco da Gama ett stopp vid ön för att proviantera (ön var rik på sälar och pingviner). När den europeiska fartygstrafiken så småningenom ökade i området kom många fler att följa hans exempel, och en del fartyg lämnade också får på ön, som framtida nödproviant.

### Holländsk fängelseö
Robben Island användes som fängelseö första gången på 1650-talet, främst för khoikhoi-motståndmän i Kapregionen. De första fångarna var khoikhoiledaren Autshumao, och två av hans män, Jan Cou och Boubou. De skickades dit efter en av boskapsräderna som blev upptakten till det så kallade första khoikhoi-holländska kriget. 1658 lyckades Autshumao och en av hans män fly till fastlandet i en stulen roddbåt. De blev därmed inte bara öns första fångar, utan också de första som lyckades fly därifrån.
Under 1700-talet förvisades politiska ledare från olika holländska kolonier till Robben Island, bland dem många indonesiska ledare som Sayed Adurohman Moturu, schejk och upprorsledare från Madura. År 1722 var 16 av 42 fångar på ön från de sydostasiatiska kolonierna.

### Brittisk fängelseö
När britterna tog över Kapkolonin startade flera nya verksamheter på Robben Island, bland annat en kortlivad valfångststation och några stenbrott. Framförallt förblev dock ön en fängelseö, nu i första hand för xhosaledare i samband med Anglo-xhosa-krigen under 1700-talets sista år och 1800-talets första hälft. Den mest kända Xhosaledaren bland dem som satt på Robben Island var Makhanda, och ön kallas ibland Makhandas ö efter honom.
Många khoikhoier fängslades också på ön under britterna, bland dem David Stuurman, som 1820, under sin andra fängelsevistelse, blev den enda person som lyckats fly ön två gånger med livet i behåll. Bland de många fångar som dog i den av bland andra Stuurman och Hans Trompetter organiserade massflykten var Makhanda, som sägs ha drunknat strax utanför fastlandets strand. De flesta som överlevde flykten togs till fånga och dömdes till hängning eller spöstraff.
Också zululedare, som Langalibalele, internerades på Robben Island, allt eftersom britterna utökade sitt sydafrikanska rike.
Från mitten av 1800-talet minskade öns betydelse som fängelseö och blev istället förvisningsort för andra oönskade människor. Mellan 1836 och 1931 användes ön som en leprakoloni. Ett sinnessjukhus upprättades också. De sjuka och utstötta sköttes främst av missionärer, som grundade staden på ön sydöstra del, Irish Town. De byggde en kyrka i staden år 1841, och av rädsla för att smittas av de sjuka, en särskild leprakyrka (Church of the Good Shepherd) utanför staden år 1895. År 1892 bodde 1 070 människor på ön.

### Apartheid-eran
Under andra världskriget fick Robben Island en paus från sitt öde som politiskt fängelse, men 1961 skickades fångar till ön för att bygga ett nytt fängelse åt politiska fångar. De första apartheidfångarna anlände efter Sharpevillemassakern och Treason Trial. Samtidigt olagligförklarades ANC och PAC, och nya lagar instiftades för att lättare kunna fängsla oppositionella politiker.
1962 greps Nelson Mandela i Natalprovinsen och fördes till Robben Island, dömd till livstids fängelse (åklagaren hade först yrkat på dödsstraff). I samma rättegång, Rivoniarättegången dömdes också Walter Sisulu, Ahmed Kathrada, Andrew Mlangeni, Elias Motsoaledi, Govan Mbeki och Raymond Mhlaba till fängelse på Robben Island, medan Denis Goldberg, som var vit, skickades till fängelse i Pretoria.
Många fler apartheidmotståndare kom att fängslas på ön, bland annat många namibiska Swapoledare. Bland fångarna fanns både fotfolk och ledare, från både politiska och militanta falanger.

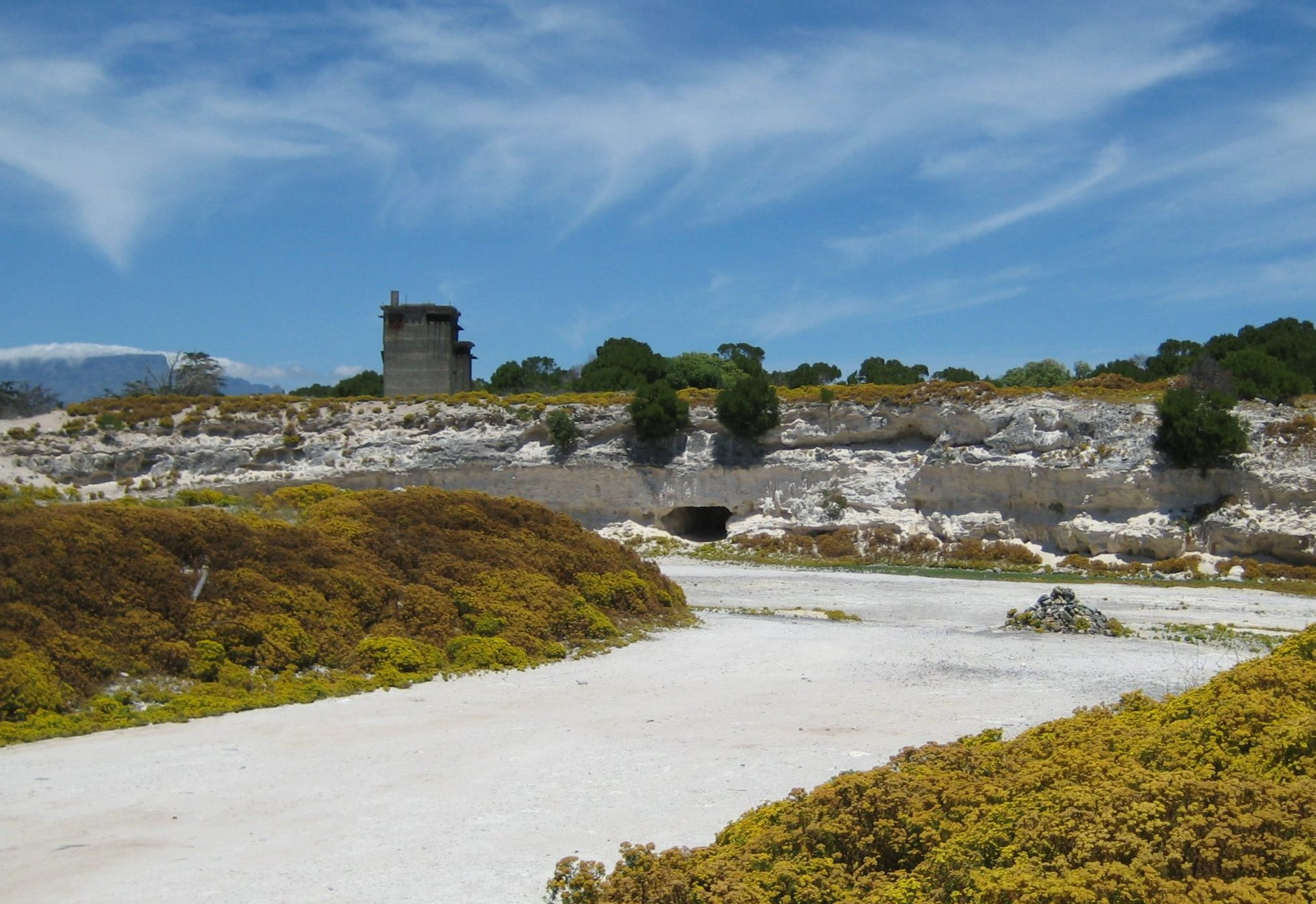
Kalkstensbrottet på Robben Island med grottan

Tidigare fångar på Robben Island har berättat om hur fängelset kom att fungera som politiskt universitet, där motståndsmän som aldrig gått i skolan utbildades av sina medfångar och där planerna drogs upp för ett demokratiskt Sydafrika. En grotta i det dagbrott där de mest bevakade fångarna (bland dem Mandela) bröt sten på dagarna var tänkt att användas som toalett, men blev "klassrum" och möteslokal. Fångarna organiserade också en hel infrastruktur för att smuggla in och ut information.
1991 lämnade de sista politiska fångarna Robben Island, när apartheidregimen föll samman.

## Turism
Idag är ön ett populärt besöksmål för turister och blev 1999 uppsatt på Unescos världsarvslista. Ön nås med färja från Victoria & Alfred Waterfront och är öppen året runt om vädret tillåter.
All mark ägs av staten med undantag för området där öns kyrka står.